# Diócesis de Celaya
La diócesis de Celaya (en latín: Dioecesis Celayensis) es una circunscripción eclesiástica de la Iglesia católica en México. Se trata de una diócesis latina, sufragánea de la arquidiócesis de León. Desde el 12 de junio de 2021 su obispo es Víctor Alejandro Aguilar Ledesma.

## Territorio y organización
La diócesis tiene 8768 km² y extiende su jurisdicción sobre los fieles católicos de rito latino residentes en el estado de Guanajuato en los municipios de: San Luis de la Paz, San Diego de la Unión, Allende, Dolores Hidalgo, Santa Cruz de Juventino Rosas, Comonfort, Villagrán, Celaya, Apaseo el Grande, Apaseo el Alto y Cortazar.
La sede de la diócesis se encuentra en la ciudad de Celaya, en donde se halla la Catedral de la Inmaculada Concepción.
En 2021 en la diócesis existían 83 parroquias.

## Historia
La diócesis fue erigida el 13 de octubre de 1973 con la bula Scribae illi del papa Pablo VI, obteniendo el territorio de la entonces diócesis de León y de la arquidiócesis de Morelia.
Originalmente sufragánea de la arquidiócesis de San Luis Potosí, pasó a formar parte de la provincia eclesiástica del Bajío el 25 de noviembre de 2006, como sufragánea de la arquidiócesis de León.

## Estadísticas
Según el Anuario Pontificio 2020 la diócesis tenía a fines de 2019 un total de 1 548 200 fieles bautizados.
| Año                                                                             | Población            | Población | Población      | Sacerdotes | Sacerdotes    | Sacerdotes    | Bautizados por sacerdote | Diáconos permanentes | Religiosos | Religiosos | Parroquias |
| Año                                                                             | Bautizados católicos | Total     | % de católicos | Total      | Clero secular | Clero regular | Bautizados por sacerdote | Diáconos permanentes | Varones    | Mujeres    | Parroquias |
| ------------------------------------------------------------------------------- | -------------------- | --------- | -------------- | ---------- | ------------- | ------------- | ------------------------ | -------------------- | ---------- | ---------- | ---------- |
| 1976                                                                            | 560 000              | 565 000   | 99.1           | 146        | 102           | 44            | 3835                     |                      | 57         | 453        | 30         |
| 1980                                                                            | 693 000              | 730 000   | 94.9           | 147        | 101           | 46            | 4714                     |                      | 56         | 453        | 48         |
| 1990                                                                            | 976 000              | 1 038 000 | 94.0           | 155        | 102           | 53            | 6296                     |                      | 71         | 440        | 52         |
| 1999                                                                            | 1 143 410            | 1 158 561 | 98.7           | 192        | 140           | 52            | 5955                     |                      | 69         | 485        | 61         |
| 2000                                                                            | 1 183 429            | 1 195 634 | 99.0           | 203        | 149           | 54            | 5829                     |                      | 68         | 552        | 62         |
| 2001                                                                            | 1 137 456            | 1 218 341 | 93.4           | 211        | 152           | 59            | 5390                     |                      | 79         | 527        | 62         |
| 2002                                                                            | 1 130 882            | 1 224 454 | 92.4           | 210        | 153           | 57            | 5385                     | 1                    | 125        | 541        | 62         |
| 2003                                                                            | 1 208 161            | 1 285 386 | 94.0           | 208        | 159           | 49            | 5808                     | 1                    | 116        | 538        | 63         |
| 2004                                                                            | 1 253 888            | 1 417 607 | 88.5           | 208        | 159           | 49            | 6028                     |                      | 107        | 557        | 63         |
| 2005                                                                            | 1 372 326            | 1 519 061 | 90.3           | 225        | 164           | 61            | 6099                     | 3                    | 111        | 542        | 64         |
| 2007                                                                            | 1 403 000            | 1 544 000 | 90.8           | 225        | 162           | 63            | 6235                     |                      | 92         | 528        | 65         |
| 2013                                                                            | 1 516 000            | 1 658 000 | 91.4           | 236        | 167           | 69            | 6423                     |                      | 83         | 377        | 70         |
| 2016                                                                            | 1 512 581            | 1 671 199 | 90.5           | 218        | 175           | 43            | 6938                     |                      | 68         | 388        | 75         |
| 2019                                                                            | 1 548 200            | 1 742 650 | 88.8           | 234        | 188           | 46            | 6616                     |                      | 74         | 366        | 79         |
| 2021                                                                            | 1 665 400            | 1 800 855 | 92.5           | 269        | 203           | 66            | 6191                     |                      | 97         | 348        | 83         |
| Fuente: Catholic-Hierarchy, que a su vez toma los datos del Anuario Pontificio. |                      |           |                |            |               |               |                          |                      |            |            |            |

## Episcopologio
| Número | Nombre                            | Inicio                       | Término                         |
| ------ | --------------------------------- | ---------------------------- | ------------------------------- |
| I      | Victorino Álvarez Tena †          | 14 de febrero de 1974        | 4 de noviembre de 1987 falleció |
| II     | Jesús Humberto Velázquez Garay †  | 28 de abril de 1988          | 26 de julio de 2003 renunció    |
| III    | Lázaro Pérez Jiménez †            | 26 de julio de 2003          | 25 de octubre de 2009 falleció  |
| IV     | José Benjamín Castillo Plascencia | 29 de abril de 2010          | 12 de junio de 2021 retirado    |
| V      | Víctor Alejandro Aguilar Ledesma  | Desde el 12 de junio de 2021 |                                 |